# Hannon le Navigateur
Pour les articles homonymes, voir Hannon.
Cet article concerne (est censé traiter) le personnage historique du Ve siècle av. J.-C.. Pour le Périple daté entre le Ve siècle av. J.-C. et le Ier siècle, voir Périple d'Hannon.
Hannon le Navigateur est un explorateur carthaginois du VIe ou Ve siècle av. J.-C., connu pour son exploration navale de la côte occidentale de l'Afrique. 
La seule source concernant son voyage est un récit grec, Le Périple d'Hannon. Selon certains historiens contemporains, l'expédition d'Hannon a peut-être atteint le sud de l'actuel Gabon, c'est-à-dire une latitude proche de l'Équateur, alors que selon d'autres, il n'a pas dépassé le sud de l’actuel Maroc.
Le reste de sa biographie est inconnu.

## Périple d'Hannon: origine et transmission
Le Périple d'Hannon est un texte grec assez court, censé être la traduction d'une inscription en phénicien du temple de Ba'al-Hammon à Carthage. L'original punique n'a pas été retrouvé, mais il existe une version grecque intitulée Récit du voyage du roi des Carthaginois Hannon autour des contrées qui sont au-delà des Colonnes d'Hercule, gravée sur des plaques suspendues dans le temple de Kronos[pas clair].
Le texte est arrivé jusqu'à nous grâce à un unique manuscrit, le Palatinus græcus 398, manuscrit byzantin du dernier quart du IXe siècle (texte de 101 lignes, fol. 55r-56r). Le Vatopedinus 655, conservé à la British Library (Add. 19391), du XIVe siècle, est une copie du précédent. La première édition en grec (editio princeps), due à Sigismund Gelenius, est publiée à Bâle en 1533. Une traduction française est publiée à Lyon en 1556 dans un volume intitulé Historiale description de l'Afrique, tierce partie du monde...,  par l'imprimeur Jean Temporal. Une traduction latine se trouve dans une édition du De totius Africæ descriptione de Léon l'Africain publiée à Zurich en 1559.

## Navigation d'Hannon d'après lePériple

### Projet
Vers 500 av. J.-C., il existe sept établissements sur le littoral atlantique de l'actuel Maroc, immédiatement après Tanger, correspondant notamment aux actuelles Larache, El-Jadida (ancienne Mazagan), Safi et l'île de Cerné près de Villa Cisneros (Dakhla), nommée « île d'Hern » sur les anciennes cartes marines, située à 1 800 kilomètres au sud de Gadès (Cadix). 
Le navigateur Hannon est alors chargé par la cité de Carthage de franchir les Colonnes d'Hercule (le détroit de Gibraltar) et de naviguer le long de la côte d'Afrique. Il part avec une flotte de soixante navires de cinquante rameurs chacun et 30 000 personnes à bord ; il doit fonder des comptoirs ou renforcer les comptoirs déjà existants et, une fois atteint Cerné, poursuivre sa route pour une expédition d'exploration.

### Étapes
Selon le Périple d'Hannon, le voyage se décompose en cinq phases ainsi présentées par Jérôme Carcopino :
1. De Gadès (Cadix) à Thymatérion (embouchure de l’oued Sebou, près de l'actuelle Kénitra) ;
2. De Thymatérion au Soloeis (cap Cantin, actuel cap Beddouza, près de Safi) et au Mur Carrien (Safi), puis retour par étape vers Gytté et Melitta (anciennes colonies de Cotté et Melissa, vers Tanger) et long arrêt à Lixus (Larache, sur l’actuel oued Loukkos) ;
3. De Lixus à l’île de Cerné (banc d'Arguin, dans l'actuelle Mauritanie) ;
4. De Cerné, expédition de reconnaissance jusque dans le delta du fleuve Sénégal (Chrètès) et retour ;
5. De Cerné jusqu'au golfe de Guinée (peut-être l'actuel Cameroun) et retour.

### Exploration au-delà de Cerné
Hannon, revenu à Cerné sans avoir rien trouvé de concluant, ravitaille son navire et décide de repartir plus avant. L'imprécision du texte, sauf en ce qui concerne le nombre de jours de navigation, ne permet pas d'identifier avec certitude les lieux indiqués. Selon le Périple, l'escadre double un contrefort boisé (le cap Vert ?), puis longe le littoral et arrive à la « Corne d'Occident » (baie du Bénin ?). Il aperçoit au loin le « Char des Dieux » (mont Cameroun ?), puis atteint la « Corne du sud » (baie de Biafra ?). Il semble cependant plus probable que la « Corne du sud » atteinte après douze jours de navigation, soit située dans les actuels Liberia ou Guinée et que le « Char des Dieux » soit un volcan du cap Vert, visité lors du retour de l'expédition.
Hannon a pris des interprètes parmi les nomades de Lixus, ce qui suppose que ce comptoir existait depuis assez de temps pour que certains des indigènes soient devenus bilingues. Mais les habitants des territoires subsahariens visités par l'expédition parlaient des langues inconnues de ces guides, ce qui indiquerait l'absence de trafic transsaharien à cette époque.

### Problème des îles Canaries
Il paraît impossible qu'avec des comptoirs situés pratiquement en face des îles Canaries, parfois visibles à l’œil nu depuis la côte, Phéniciens ou Carthaginois ne s'y soient jamais rendus, même si nous ne possédons aucune trace directe de leur éventuel passage. 
Les deux descriptions « d’îles contenant un lac contenant une île », pourraient d'ailleurs être une périphrase, au sens exact altéré depuis les transcriptions du texte d'origine mais concernant en fait les deux archipels proches du tracé de l'expédition : les Canaries et les îles du Cap Vert.

## Analyses modernes du voyage
Un certain nombre de chercheurs modernes ont commenté le voyage d'Hannon. Dans de nombreux cas, l'analyse a consisté à affiner l'information et l'interprétation du récit original. 

### William Smith et Robin Law
William Smith souligne que l'effectif du personnel s'élevait à 30 000 personnes et que la mission de base incluait l'intention de fonder des villes carthaginoises (ou dans les anciennes langues « libo-phéniciennes »). Certains chercheurs se sont demandé si tant de gens accompagnaient Hannon dans son expédition, et suggèrent que 5 000 est un nombre plus précis. 
Robin Law note que certains commentateurs ont soutenu que les expéditions d'Hannon ne l'ont pas emmené plus loin que le sud du Maroc.

### Point de vue de Raymond Mauny
Dans son livre La Navigation sur les côtes du Sahara pendant l'Antiquité, l'historien Raymond Mauny (1912-1994) estime que, contrairement aux idées généralement reçues, les navigateurs antiques (Hannon, Euthymènes, Scylax de Caryanda, etc.) naviguant dans l'océan Atlantique n'ont jamais dépassé le cap Bojador. 
Il y avait, en effet, une impossibilité absolue pour des navires à voiles carrées et sans gouvernail d'étambot, à naviguer contre les vents et les courants, qui sont contraires pendant toute l'année pour aller du Maroc au Sénégal[réf. nécessaire]. 
Pour ce qui est des navires à rames, il y avait sinon une impossibilité absolue, du moins de très grandes difficultés, qui durent décourager les navigateurs ayant dépassé le Drâa, étant donné qu'il n'y avait aucun profit évident à tirer d'une prolongation du voyage. 
Rien dans les textes ne permet d'affirmer que les Anciens ont atteint par mer l'Afrique subsaharienne occidentale et aucun établissement antique n'a été trouvé au sud de Mogador (Essaouira), bien qu'il soit certain que les Anciens connaissaient les Canaries. 
L'auteur termine en souhaitant que des fouilles soient menées par les archéologues espagnols dans l'île de Cerné (Herné) dans le golfe du Rio de Oro, site où les Anciens, s'ils ont parcouru cette côte, n'ont pas dû manquer de s'installer.

## Postérité
Le cratère lunaire Hanno, près de la Mare Australe, a été nommé ainsi en hommage à Hannon le navigateur.